# An Hải Đông
An Hải Đông là một phường thuộc quận Sơn Trà, thành phố Đà Nẵng, Việt Nam.
Phường An Hải Đông có diện tích 0,83 km², dân số năm 1999 là 14.824 người, mật độ dân số đạt 17.860 người/km².